# Peddikuppam
Peddikuppam es una ciudad censal situada en el distrito de Tiruvallur en el estado de Tamil Nadu (India). Su población es de 8044 habitantes (2011). Se encuentra a 43 km de Tiruvallur y a 47 km de Chennai.

## Demografía
Según el censo de 2011 la población de Peddikuppam era de 8044 habitantes, de los cuales 4081 eran hombres y 3963 eran mujeres. Peddikuppam tiene una tasa media de alfabetización del 85,43%, superior a la media estatal del 80,09%: la alfabetización masculina es del 90,13%, y la alfabetización femenina del 80,60%.